# Cropia philosopha
Cropia philosopha là một loài bướm đêm trong họ Noctuidae.